# Ginga: Nagareboshi Gin
Ginga: Nagareboshi Gin (銀牙 -流れ星 銀-?  lit. "Colmillo Plateado: Gin, La Estrella Fugaz") es una historieta japonesa escrita e ilustrada por Yoshihiro Takahashi. Tiene 18 volúmenes y estuvo en publicación desde 1983 hasta 1987 en la revista Weekly Shōnen Jump de la editorial Shueisha. En 1987 recibió el premio Shogakukan Manga Award como mejor cómic juvenil
El cómic trata sobre de un cachorro de raza Akita Inu llamado Gin ( 銀, lit, "Plata" en japonés). Gin abandona a su amo para unirse a una manada de perros salvajes. La manada está reuniendo a los perros más fuertes de todo Japón para luchar contra un oso degenerado llamado Akakabuto ( 赤カブト, lit. "Casco Rojo" en japonés) y a sus secuaces. La historia comienza narrándose desde el punto de vista de los humanos, pero luego cambia hacia el de los perros. Supuestamente, el autor de la historieta se basó en un artículo sobre unos perros de caza que fueron abandonados por sus amos, y que comenzaron a vivir como animales salvajes en las montañas.
Posteriormente, los estudios Toei Animation adaptaron la historieta a una serie animada de 21 episodios que se transmitió por la cadena TV Asahi desde el 17 de abril de 1986 hasta el 22 de septiembre del mismo año en Japón
En países occidentales, la serie animada fue lanzada al mercado en formato VHS. Las imágenes más violentas fueron eliminadas para que el contenido fuera más apropiado para el público infantil. Esto hizo que varias escenas importantes del argumento se removieran,  incluyendo el material de los episodios anteriores al final de la serie, así como las muertes de ciertos personajes. Gracias a las limitaciones técnicas de la época, la música de fondo en ciertas escenas se perdió. 
El anime ha sido doblado en coreano, tailandés, finlandés, húngaro, danés, noruego y sueco. En 2003, la versión sin censura y sin doblaje del anime fue lanzada en Finlandia y Suecia en formato DVD. Un conjunto de DVD correspondiente fue lanzado en Dinamarca y Noruega el 3 de octubre de 2006, sin embargo, esta versión tenía un doblaje danés completamente nuevo. La editorial finlandesa Punainen jättiläinen está lanzando el manga original de 18 volúmenes con el primer volumen publicado en mayo de 2010. El libro de datos de Ginga: Nagareboshi Gin Ginga Seiken Densetsu Meteor Gin (銀牙聖犬伝説 Meteor Gin?)  fue lanzado en septiembre de 2011 y después de que Ginga: Nagareboshi Gin termine, su secuela, Ginga Legend Weed (銀牙伝説ウィード Ginga Densetsu Wīdo?)  comenzó a publicarse en diciembre de 2011.
La historieta fue publicada para iPhone, iPad,  iPod Touch en la Tienda de iTunes de Apple y también está disponible en inglés.

## Historieta
El manga trata sobre de un cachorro de raza Akita Inu llamado Gin ( 銀, lit, "Plata" en japonés). Gin abandona a su amo para unirse a una manada de perros salvajes. La manada está reuniendo a los perros más fuertes de todo Japón para luchar contra un oso degenerado llamado Akakabuto ( 赤カブト, lit. "Casco Rojo" en japonés) y a sus secuaces. La historia comienza narrándose desde el punto de vista de los humanos, pero luego cambia hacia el de los perros. Supuestamente, el autor de la historieta se basó en un artículo sobre unos perros de caza que fueron abandonados por sus amos, y que comenzaron a vivir como animales salvajes en las montañas.

## Serie Televisiva
La serie de televisión fue producida por TV Asahi y Toei Animation, con Tomoharu Katsumata como director de la serie, Mitsuru Majima y Kenji Terada escribiendo los guiones, Jōji Yanase diseñando los personajes y Gorō Oumi componiendo la música. Se transmitió todos los lunes de 19:30 a 20:00 (hora estándar de Japón) en las estaciones afiliadas de TV Asahi desde el 7 de abril de 1986 al 22 de septiembre de 1986, para un total de 21 episodios. La adaptación al anime terminó con el Arco de Akakabuto. El Arco de Hakkenshi no se adaptó. Además, el desarrollo de la última mitad de la historia se simplifica, con algunos perros teniendo poca participación y sus apariciones reducidas en comparación con el manga original. Takayuki Miyauchi interpretó los temas de apertura y cierre, "Nagareboshi Gin" y "TOMORROW".
| #  | Título del episodio                                                             | Dirigido por       | Escrito por    |
| -- | ------------------------------------------------------------------------------- | ------------------ | -------------- |
| 1  | «小さなヒーロー銀の誕生!» «Chiisana hīrō Gin no tanjō!»                         | Tomoharu Katsumata | Mitsuru Majima |
| 2  | «銀よ努力の向こうに明日がある» «Gin yo, doryoku no mukō ni ashita ga aru»       | Kazunori Tanahashi | Mitsuru Majima |
| 3  | «命を賭けた銀の友情» «Inochi o kaketa Gin no yūjō»                              | Yūgo Serikawa      | Mitsuru Majima |
| 4  | «巨大熊赤カブトへの挑戦!» «Kyodai kuma Akakabuto e no chōsen!»                  | Kazumasa Horikawa  | Mitsuru Majima |
| 5  | «壮絶! 傷だらけの勝利» «Sōzetsu! Kizu darake no shōri»                          | Tomoharu Katsumata | Mitsuru Majima |
| 6  | «吠えろ! 山が呼んでいる» «Hoero! Yama ga yondeiru»                              | Kazunori Tanahashi | Mitsuru Majima |
| 7  | «胸に刻め! 熱き男の誓い» «Mune ni kizame! Atsuki otoko no chikai»               | Yūgo Serikawa      | Mitsuru Majima |
| 8  | «今! 男たちの旅立ち» «Ima! Otoko-tachi no tabidachi»                            | Kazumasa Horikawa  | Kenji Terada   |
| 9  | «魔犬! 甲斐の三兄弟!» «Maken! Kai no Sankyōdai!»                                | Tomoharu Katsumata | Mitsuru Majima |
| 10 | «怪物! 霞岳のモス軍団» «Kaibutsu! Kasumigaoka no Mosu gundan»                   | Kazumasa Horikawa  | Kenji Terada   |
| 11 | «忍犬! 伊賀の里に黒い影» «Ninken! Iga no sato ni kuroi kage»                    | Kazumasa Horikawa  | Kenji Terada   |
| 12 | «危うしベン! 忍者屋敷の対決!!» «Ayaushi Ben! Ninja yashiki no taiketsu!!»       | Tomoharu Katsumata | Mitsuru Majima |
| 13 | «正義! リーダーへの条件» «Seigi! Rīdā e no jōken»                               | Tomoharu Katsumata | Mitsuru Majima |
| 14 | «進め! 小さな若大将» «Susume! Chiisana wakadaishō»                              | Kazunori Tanahashi | Mitsuru Majima |
| 15 | «紅桜! 地上最強と呼ばれる男» «Benizakura! Chijō saikyō to yobareru otoko!»      | Tomoharu Katsumata | Kenji Terada   |
| 16 | «熱き涙! 仲間の死をのりこえて» «Atsuki Namida! Nakama no shi o norikoete»       | Masayuki Akihi     | Mitsuru Majima |
| 17 | «今、集結の時! 総大将のもとへ!!» «Ima, shūketsu no toki! Sōdaishō no moto e!!»  | Kazumasa Horikawa  | Kenji Terada   |
| 18 | «死闘! 男が命を捨てる時!!» «Shitō! Otoko ga inochi o suteru toki!!»             | Tomoharu Katsumata | Mitsuru Majima |
| 19 | «悲愴! 真紅に咲いた紅桜の最期» «Hisō! Shinku ni saita Benizakura no saigo»      | Masayuki Akihi     | Mitsuru Majima |
| 20 | «燃えよ銀! 今こそ見せろ男の勇気!!» «Moeyo Gin! Ima koso misero otoko no yūki!!» | Tomoharu Katsumata | Mitsuru Majima |
| 21 | «銀よ! 新たなる男の旅立ちへ!!» «Gin yo! Arata naru otoko no tabidachi e!!»      | Tomoharu Katsumata | Mitsuru Majima |